# 车府增十四
蝎虎座14（车府增十四），又名BD+41 4623，HD 216200、SAO 52412、HR 8690，是蝎虎座的一颗恒星，视星等为5.92，位于銀經100.04，銀緯-15.47，其B1900.0坐标为赤經22h 45m 51s，赤緯+41° -15.47′ 26″。